# Deutscher Spiele Preis
El Deutscher Spiele Preis és un premi atorgat al millor joc de taula de l'any. Usualment distingeix propostes de joc d'estil europeu amb mecanismes innovadors o un disseny diferent i combina la votació dels crítics especialitzats amb vot popular.

## Guanyadors
| Any  | Joc                           | Autor                                      | Editor                                |
| ---- | ----------------------------- | ------------------------------------------ | ------------------------------------- |
| 1990 | Hoity Toity                   | Klaus Teuber                               | F.X. Schmid Alea                      |
| 1991 | Master Labyrinth              | Max J. Kobbert                             | Ravensburger                          |
| 1992 | Der fliegende Holländer       | Klaus Teuber                               | Parker                                |
| 1993 | Modern Art                    | Reiner Knizia                              | Hans im Glück                         |
| 1994 | 6 Nimmt!                      | Wolfgang Kramer                            | Amigo Gigamic                         |
| 1995 | Catan                         | Klaus Teuber                               | Kosmos Filosofia                      |
| 1996 | El Grande                     | Wolfgang Kramer Richard Ulrich             | Hans im Glück Jeux Descartes          |
| 1997 | Löwenherz                     | Klaus Teuber                               | Goldsieber                            |
| 1998 | Tigre & Euphrate              | Reiner Knizia                              | Hans im Glück                         |
| 1999 | Tikal                         | Wolfgang Kramer Michael Kiesling           | Ravensburger                          |
| 2000 | Taj Mahal (joc)               | Reiner Knizia                              | Alea                                  |
| 2001 | Carcassonne (joc)             | Klaus-Jürgen Wrede                         | Hans im Glück                         |
| 2002 | Puerto Rico (joc)             | Andreas Seyfarth                           | Alea Tilsit                           |
| 2003 | Amun Re                       | Reiner Knizia                              | Hans im Glück                         |
| 2004 | Sankt Petersburg              | Bernd Brunnhofer alias Michael Tummelhofer | Hans im Glück                         |
| 2005 | Louis XIV (joc)               | Rüdiger Dorn                               | Alea                                  |
| 2006 | Caylus (joc)                  | William Attia                              | Ystari Games                          |
| 2007 | Els pilars de la terra (joc)  | [Michael Rieneck ] [Stefan Stadler ]       | Kosmos Filosofia                      |
| 2008 | Agrícola (joc)                | Uwe Rosenberg                              | Lookout Games Ystari Games            |
| 2009 | Dominion                      | Donald X. Vaccarino                        | Hans im Glück Filosofia               |
| 2010 | Fresko                        | Marco Ruskowski Marcel Süßelbeck           | Queen Games                           |
| 2011 | 7 wonders                     | Antoine Bauza                              | Repos Production                      |
| 2012 | Descendance                   | [Inka und Markus Brand ]                   | Gigamic                               |
| 2013 | Terra Mystica                 | Jens Drögemüller Helge Ostertag            | Filosofia                             |
| 2014 | Russian Railroads             | Helmut Ohley Leonhard Orgler               | Hans im Glück Filosofia               |
| 2015 | Auf den Spuren von Marco Polo | Daniele Tascini Simone Luciani             | Hans im Glück Filosofia               |
| 2016 | Mombasa (joc)                 | Alexander Pfister                          | Eggertspiele / Pegasus Spiele Gigamic |
| 2017 | Terraforming Mars             | Jacob Fryxelius                            | FryxGames Intrafin Games              |
| 2018 | Azul (joc)                    | Michael Kiesling                           | Plan B Games / Pegasus Spiele Asmodee |
| 2019 | Wingspan                      | Elizabeth Hargrave                         | Stonemaier Games Matagot              |
| 2020 | The Crew                      | Thomas Sink                                | Kosmos                                |
| 2021 | Lost Ruins of Arnak           | Min i Elwen                                | Czech Games Edition                   |